# Джента, Джеральд
Джеральд Джента (фр. Gérald Genta; 1 мая 1931 — 17 августа 2011) — швейцарский дизайнер часов, которого называют «Пикассо часового искусства». Джента стал известен благодаря созданию нескольких культовых моделей роскошных часов, таких как Royal Oak для Audemars Piguet, Nautilus для Patek Philippe, Ingenieur для IWC и Constellation для Omega.

## Ранняя жизнь
Джента родился 1 мая 1931 года в Женеве, Швейцария, в семье швейцарца и итальянки. В юности он обучался ювелирному искусству и дизайну, что стало основой для его карьеры в часовой индустрии.

## Карьера
Джента начал свою карьеру в 1950-х годах, проектируя часы для таких брендов, как Omega. В 1959 году он создал дизайн знаменитой коллекции Constellation, которая быстро стала культовой. В 1970-х годах он разработал ряд моделей, которые навсегда изменили часовой мир.

### Знаковые модели
- **Audemars Piguet Royal Oak (1972)** — первый роскошный спортивный хронограф из стали с восьмиугольным безелем. Royal Oak стал революцией в часовой индустрии, сочетая изысканный дизайн с утилитарным материалом.
- **Patek Philippe Nautilus (1976)** — вдохновленные морской тематикой часы, которые стали символом элегантности и статуса.
- **IWC Ingenieur (1976)** — инновационные спортивные часы с утилитарным дизайном.
- **Bulgari Bulgari (1977)** — минималистичный и узнаваемый дизайн с крупным логотипом на безеле.
- **Disney Timepieces** — коллекция с персонажами Disney, созданная для коллекционеров.

### Gérald Genta SA
В 1969 году Джента основал свою собственную компанию Gérald Genta SA, которая создавала сложные часы и предлагала кастомные дизайны для эксклюзивных клиентов. Компания выпускала сложные модели с турбийонами, минутными репетирами и вечными календарями.
В 1999 году Джента продал свою компанию бренду Bulgari, но продолжил работать над специальными проектами, включая дизайн новых моделей для крупных брендов. Его последний проект — коллекция Gérald Charles, запущенная в 2001 году.

## Личная жизнь
Жеральд Джента был известен как перфекционист и человек, одержимый деталями. Он вел тихую семейную жизнь в Швейцарии, где продолжал работать до самой смерти.
Джента умер 17 августа 2011 года в Монтань-ла-Виль, Швейцария, в возрасте 80 лет.